# Ceratoryctoderus borchmanni
Ceratoryctoderus borchmanni är en skalbaggsart som beskrevs av S. Endrödi 1959. Ceratoryctoderus borchmanni ingår i släktet Ceratoryctoderus och familjen Dynastidae. Inga underarter finns listade i Catalogue of Life.